# Alberto Santos de Hoyos
Alberto Santos de Hoyos (Monterrey, Nuevo León, 13 de septiembre de 1941 - ibídem, 14 de febrero de 2013) fue un empresario y político mexicano, que como miembro del Partido Revolucionario Institucional ocupó los cargos de diputado federal y senador por Nuevo León, además de alto directivo de varias empresas.

## Biografía
Fue licenciado en Administración de Empresas egresado del Instituto Tecnológico y de Estudios Superiores de Monterrey, ocupó puestos de alta dirección en empresas como Grupo Gamesa, de la que fue Presidente del Consejo, así como en sus propias empresas, entre las que destcadan Empresas Santos, Ingenieros Santos y Automotriz Santos, además de haber sido consejero de empresas como Grupo Cydsa, Sigma Alimentos, Seguros Comercial América y Axtel, también ocupó el cargo de Presidente de la Cámara Nacional de la Industria de la Transformación (Canacintra) en el estado de Nuevo León.
Como parte de su actividad filantrópica, en 1985 fundó la Fundación Mexicana para la Salud, junto con otros empresarios mexicanos que tuvieron la responsabilidad social, compromiso y solidaridad para generar una inversión social a largo plazo que contribuyera a mejorar la calidad de vida de los mexicanos.
Su carrerera política lo llevó a ser electo diputado federal por el I Distrito Electoral Federal de Nuevo León a la LII Legislatura y senador por Nuevo León a las Legislaturas LVI y LVII de 1994 a 2000.
Falleció en la ciudad de Monterrey, Nuevo León el 14 de febrero de 2013 a causa de un infarto.